# 英國歐洲航空548號班機空難
英国欧洲航空548号班机於1972年6月18日在伦敦希斯罗机场起飞后不久坠毁，全机118人罹难。这场空难也被称为“斯坦斯空难”，在洛克比空难发生前此空难为英国最致命的空难。
起飞三分钟后，这架三叉戟客机进入了深度失速状态，在避开一条主干道后坠毁于斯坦斯。事发后的质询发现机长未能保持适当的空速以及正确配置机载的增升装置。质询还提到机长的心脏问题以及副机长的经验不足，并提到了机组在尚未起飞前解决的未指明的“技术故障”。这次质询的过程和结果在英国公众和机师中引起了强烈争议。
这次空难的背景是一起罢工。这次罢工造成了机组人员不和，也正是因为这起罢工导致548号班机不得不满载飞行。
质询的一个结果是，在英国注册的航空公司必须在其机队中安装驾驶舱通话记录仪。另一个建议是，航空公司应该对非执勤人员占据驾驶舱座位更加警惕。
2004年6月18日，斯坦斯建成了两座纪念本次事故罹难者的纪念碑。

## 产业关系背景

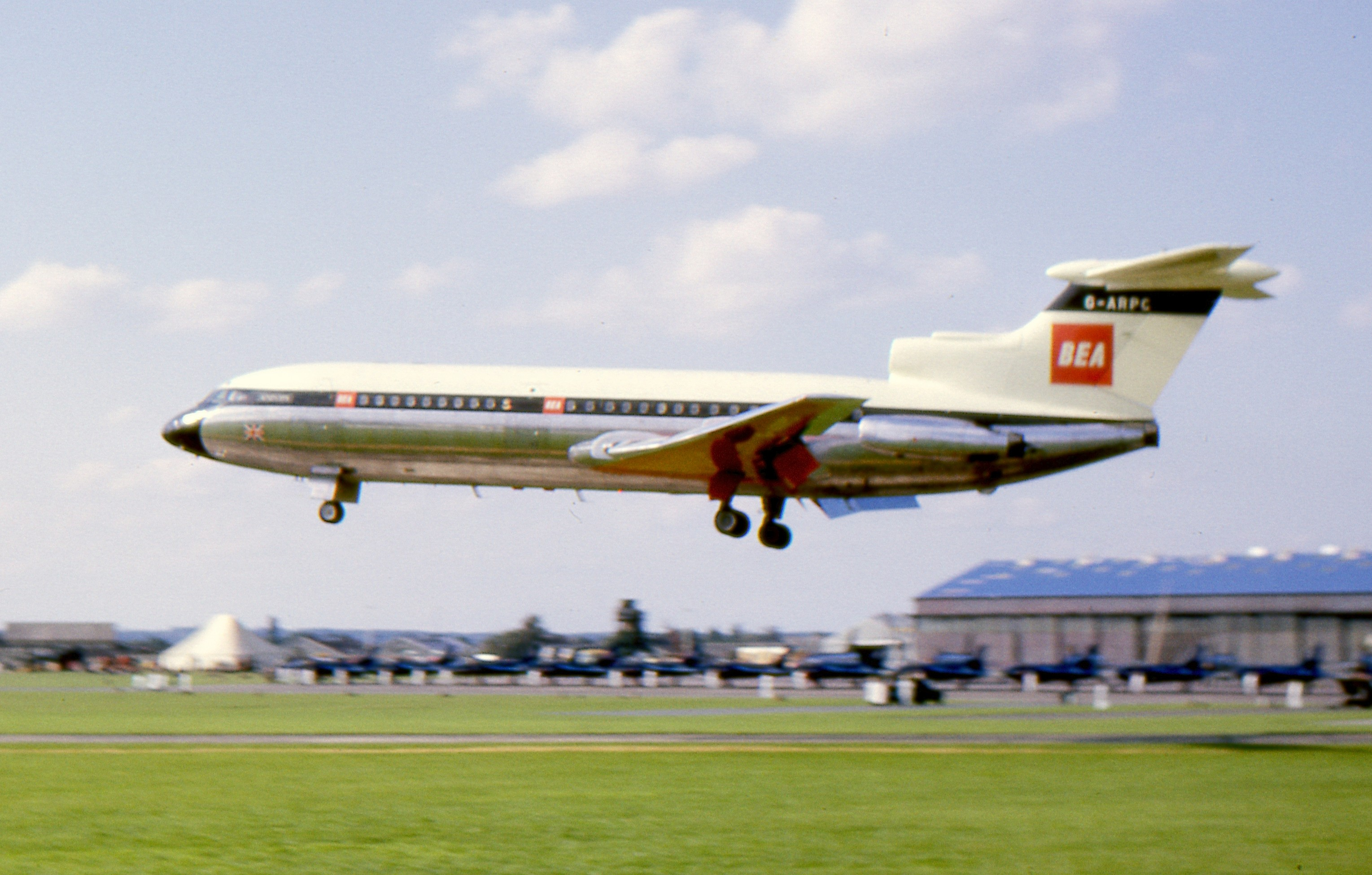
G-ARPC，英国欧洲航空所有的与事发飞机型号相同的三叉戟客机。

国际航空公司机长协会联盟（International Federation of Air Line Pilots' Associations，简称IFALPA）宣布，为了抗议在70年代日益严重的劫机事件，机长将于1972年6月19日（即事发日後一日）进行罢工。为了了解英国欧洲航空公司是否加入此次罢工，联盟下属的英国航空公司机长协会（British Air Line Pilots Association，简称BALPA）对此进行了匿名投票。因为得知了此次潜在的罢工，出行旅客提前调节了出行计划，这导致罢工一日后起飞的548号班机满载，尽管当日是周日，传统意义上的出行淡季。
英国航空公司机长协会也和英国欧洲航空公司间就薪酬和工作环境存在产业争议。支持此项争议的多为年轻机师，而反对者多为较年长的机师。此前，由于薪酬较低，外加工作量较强，已有22位三叉戟客机副机师（又称“监理副机师”，Supervisory First Officers）开始罢工。为了训练新的机师，监理副机师仅被允许坐在机舱内第三席（P3），主要操作飞行器的系统、辅助机长（P1）和副机长（P2）。在其他的客机上，这个职责主要由飞航工程师负责。由于这个限制，三叉戟客机的监理副机师无法获得飞机操控经验的认可，这直接导致了他们的低薪。除此之外，他们的特殊身份也导致更有经验的监理副机师仅能辅助经验较少的副机长，而实际操控客机的则是副机长。

### 机长的愤怒

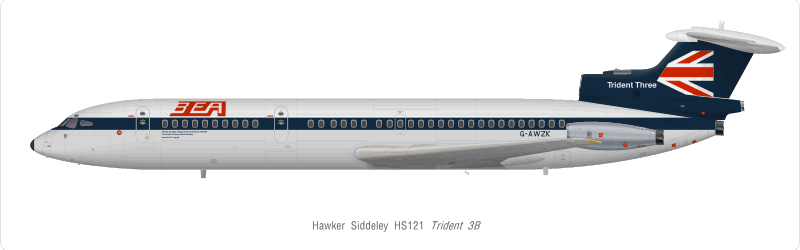
英国欧洲航空三叉戟客机的模型图

事发前，机上的副机长和监理副机师之间的紧张加剧。6月15日星期四，一个机长大声抱怨分配给他的年轻副机师“在紧急情况下毫无用处”。受此影响，沮丧的副机长在从希斯罗机场起飞时犯了一个严重失误。这个失误被监理副机师发现并挽救，晚些时候他跟其他的监理副机师谈到这种可以挽救的危险。在英国欧洲航空内部，这起事故称作“都柏林事故”。
548号班机起飞前一个半小时，当班机长斯坦利·基（Stanley Key）在英国欧洲航空公司位于希思罗机场女王大楼的员工休息室卷入了一起争吵。由于斯坦利曾在空军服役，军队经历使他对年轻一代飞行员罢工“狮子大开口”极为愤怒。548号班机的两名空乘亲眼目睹了机长的愤怒，一名目击者称，斯坦利机长的勃然大怒是“他所听到的最激烈的争论”。过了一会儿，斯坦利向争吵的福勒未道歉，争论貌似平息。事发前几周前，机长斯坦利野蛮地反对罢工的态度早已为他树敌，机舱内也出现针对他个人的涂鸦，其中包括“Papa India”。在监理副机师工作台上发现的Papa India涂鸦在事故调查过程中接受了字迹分析，但分析未能指出谁进行了涂鸦，后来的质询中认为这个涂鸦与事故无关。
空难后的尸检表明，机长斯坦利患有严重的冠心病，而不知何故，在之前航空公司的多次体检中均未指出这一点。斯坦利在起飞前的争吵和愤怒可能引发了心脏不适，致使操作判断失当。斯坦利与塔台间的通信内容也显得极为简短，也可能是其身体不适的旁证。

## 操作背景
执行548号班机飞行的是霍克薛利三叉戟客机1系列，一种短至中程三发客机，由德哈维兰公司设计制造。事发客机由英国欧洲航空公司在1959年订购，建造编号2109，在1961年注册在该司名下，飞行器注册编号G-ARPI。1964年4月14日首航前，德哈维兰公司被霍克薛利公司并购；同年5月2日交付与英国欧洲航空。1系列三叉戟客机在前缘配有克鲁格襟翼（Krueger flaps），以增加升力系数（Lift coefficient）。

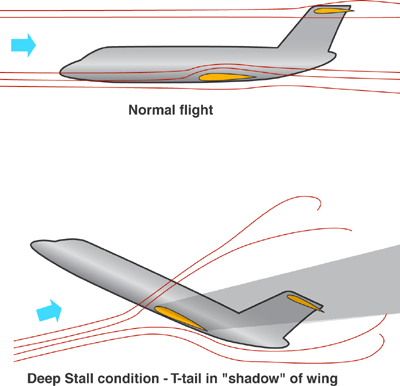
深度失速示意

尽管在当时，三叉戟客机配有高科技装置，但是它和其他具有T型尾翼的客机一样具有潜在危险的失速特性。如果它的空速较低，特别是在起飞后爬升和降落前，若低速下不开启机上的高升力装置（High-lift device），这款客机可能会进入深度失速状态。此时，它的尾操纵面将会失效，而想要恢复空速近乎不可能。
深度失速的危险首次受到重视是在1962年。德哈维兰公司的试飞员彼得·巴格（Peter Bugge）和罗恩·克里艾（Ron Clear）为了测试三叉戟客机的失速特性，通过逐渐增加俯仰角度来降低空速。“在达到一个重要的攻角时，三叉戟客机开始保持爬升姿势快速下降，进入深度失速状态。”少顷它开始尾旋，坠机“看上去不可避免”，最后，飞行员侥幸躲过一劫。此次事件使得三叉戟客机增配了失速自动警报系统，又称驾驶杆抖振器（stick shaker）：当客机失速时，驾驶杆抖振器将会被啟動，抖动驾驶杆以引起机师的注意。除此之外，客机还增配了失速挽救系统，通称自动推杆器（stick pusher）：当客机失速时，如果机师不予理睬驾驶杆抖振器的警报，自动推杆器会调整俯仰角直至机头向下，这样空速能够得以增加。
这些系统组成了“在册的最完善的失速程序之一”。霍克薛利在“飞行器注册委员会（Air Registration Board，即现在的Civil Aviation Authority，英国民航局）…”满意前进行了逾3500次失速实验。失速自动警报系统和失速挽救系统有时会反应过度：三叉戟面世至1972年6月间，一半的失速警报均为误报。一名机长非正式地问询了英国欧洲航空的三叉戟机长，过半数的机长会在失速保护警报激活的瞬间禁用，而不是让客机自动修正到一个安全高度。事后的随机检查发现，这并不是事故的主要原因：21名机长表示他们曾观察到副机长正确应对任何失速警报。

### 菲尔索普事故
1966年，三叉戟客机的深度失速特性在菲尔索普事故后再次得到重视。1966年6月3日，注册编号G-ARPY的三叉戟1C型客机在诺福克的菲尔索普进行试飞时坠毁，机上四名机师全员罹难。此次事故中，为了进行失速实验，机组特意禁用了驾驶杆抖振器和自动推杆器，而事故的主要原因归咎于机组未能及时应对即将发生的失速。一个实验性、自愿、匿名的非正式系统，“机密人类因素事故报告规划”（Confidential Human Factors Incident Reporting Programme），揭露了此后的两起事故，奥立事故和那不勒斯事故。这两起事故中，首要因素在于机师失误；次要因素，有人质疑三叉戟客机的控制系统布局。

### 奥立事故
1968年12月，一架从巴黎－奥利机场起飞飞往伦敦的三叉戟1C型客机在起飞后为了提高爬升性能而收起襟翼。这并非标准操作。随后该机机长又收回了前缘襟翼。在低速下，这样配置高升力装置会导致三叉戟客机进入深度失速。幸运的是，副机长注意到了这个错误，于是他增加了空速并放出了襟翼。所幸随后的航行未有受到影响。在英国欧洲航空公司内部，这次事故被称作“巴黎事故”或“奥立事故”。

### 那不勒斯事故

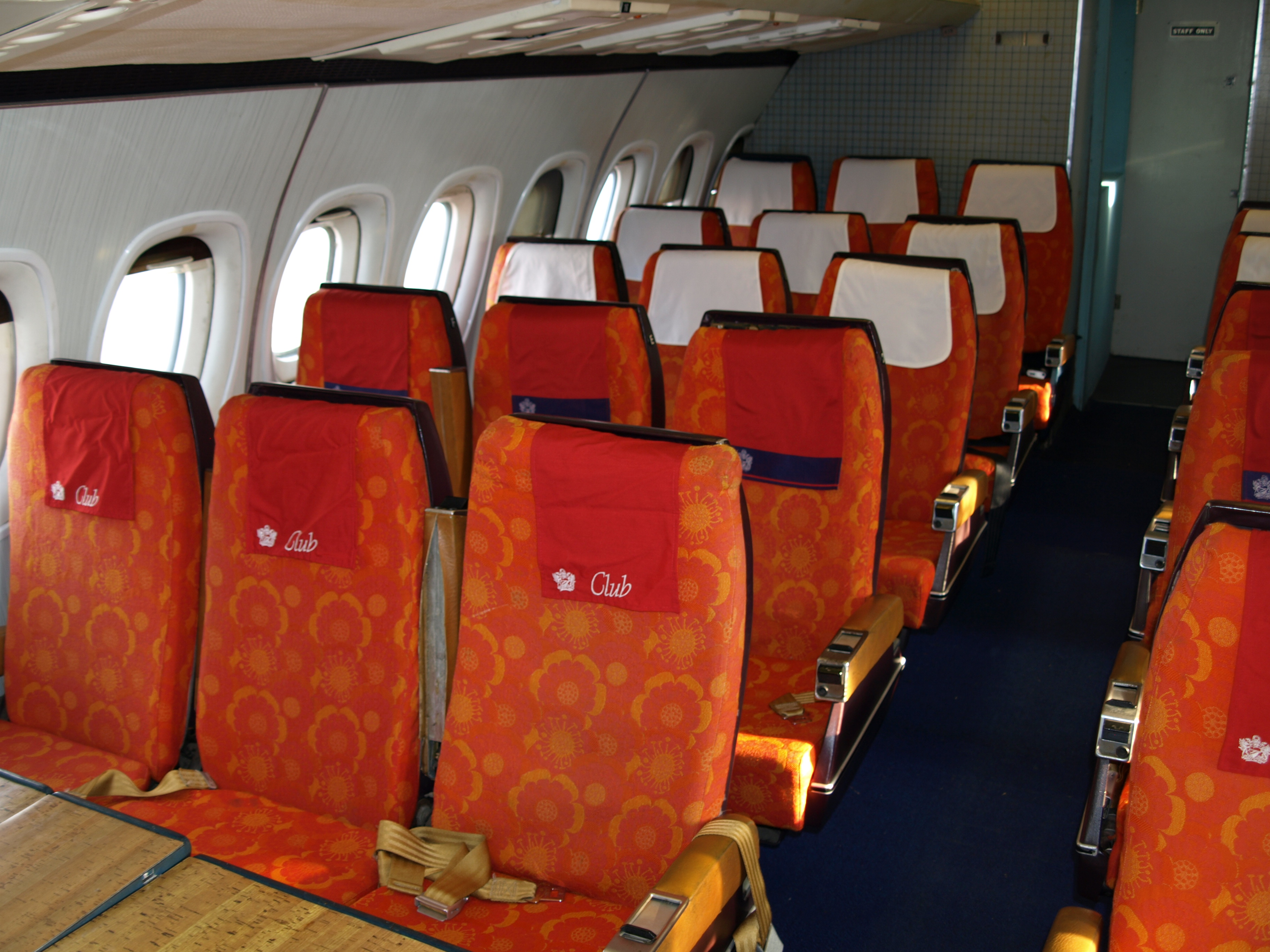
三叉戟2E系列客舱

此后，三叉戟系列客机又发生了一起事故。此次出事客机为三叉戟2E系列，注册编号G-AVFH。机组人员声称，前缘缝翼在未经操作的情况下同时收起。机载的自动化系统探测到客机正在失去空速和升力，于是发出两个警报。机组人员本未发现问题，于是警用了警报。这时，副机长发现了问题并立即对其进行修正，随后的航行未受影响。
此次事故的调查人员并未发现任何机械故障，并表示客机“几乎能够保持飞行”。高升力装置的一个连结件成为此次事件的一个疑似因素，尽管在调查548号空难时被否定。在英国欧洲航空公司内部，此次事故又被称作“那不勒斯事故”或“Foxtrot Hotel事故”（Foxtrot Hotel是北约音标字母中FH——即注册编号后两位——的读法）。出事客机的机舱前部现在位于赫特福德郡的德哈维兰飞机遗产中心进行展示。

### G-ARPI的往前事故记录
1968年7月3日，由于控制失误，一架空速大使型货机（注册编号G-AMAD）在希思罗机场偏离跑道，撞向G-ARPI（即后来执飞548号班机的客机）和临近的G-ARPT，货机8名机组人员中6人罹难。G-ARPT在事故中截断成两段，而G-ARPI失去了尾翼。在经过耗资75万英镑的维修后，G-ARPI重新开始服务。
1970年2月4日，G-ARPI在降落在巴塞尔－米卢斯－弗赖堡欧洲机场时，遭遇侧风滑出跑道，飞机底部受到微小损伤。

## 腳注
1. ↑  根据北约音标字母，Papa India是该飞行器注册编号（G-ARPI）后两位的读音。[8]
2. ↑  涂鸦的样本被认为最接近监理副机师西蒙·提斯赫的字迹，但是质询发现所有的涂鸦均非是在事发当日由任何机组成员所写下。另知监理副机师关于罢工的观点与机长相近。[10]
3. ↑  在失速时三叉戟开始向一侧偏摆，当机师尝试用方向舵修正后客机开始向另一侧偏摆；客机一直不间断左右偏摆，直到机头下弯，这时空速逐渐增加，飞行员得以重新掌控。[15]
4. ↑  三叉戟1系列配有前缘襟翼，而2系列配有前缘缝翼。两者流体动力学原理相近，在两种飞机上均使用同一个控制杆控制。机组常将其通称为“襟翼”。[22]
5. ↑  质询中此次事故有所提及，但是并未发现此次事故和548号班机空难有所联系。[23]